# Sacagawea
Sacagawea ou Sacajawea (Salmon, c. 1786 – Fort Lisa, 12 de dezembro de 1812) foi uma ameríndia da tribo Shoshone que serviu como guia e intérprete na expedição de Lewis e Clark (1804–1806) à costa norte-americana do Pacífico.

## Primeiros anos
Não se sabe ao certo o ano de nascimento de Sacagawea, tendo sido propostas datas que se situam entre 1780 e 1790. De igual forma, seu local de nascimento é incerto, sendo frequente apontar-se uma região que corresponde ao atual condado de Lemhi, no estado de Idaho, ou então a região ocidental do estado de Montana.
Sacagawea pertencia à tribo dos Shoshone, e julga-se que seu nome original era Boinaiv. Por volta de 1800, ela foi capturada por uma facção de índios Hidatsa, inimigos de sua tribo, sendo levada para as aldeias destes, as quais se situavam perto da moderna cidade de Bismarck, no Dakota do Norte. Esses índios deram-lhe o nome de Sacagawea, que significa "mulher-pássaro".
Sacagawea e outra índia Shoshone acabariam por ser vendidas como escravas ao comerciante de peles franco-canadiano Toussaint Charbonneau, que vivia entre os Hidatsas. Em 1804, Charbonneau casou-se com as duas mulheres, seguindo os costumes locais.

## Expedição de Lewis e Clark
No outono de 1804, a expedição de Meriwether Lewis e de William Clark passou próximo das aldeias dos Hidatsas, onde passaram o inverno. Os exploradores decidiram contratar Sacagawea (que sabia falar francês, ingles, língua hidatsa e língua shoshone), para servir de intérprete.
Em 11 de fevereiro de 1805, Sacagawea deu luz a um menino, filho de Charbonneau, o qual recebeu o nome de Jean-Baptiste. A expedição de Lewis e Clark partiu em 7 de abril do mesmo ano, e, como previamente combinado, Sacagawea acompanhou seu esposo, carregando o filho de ambos às costas. Dos trinta e três membros da expedição, Sacagawea era a única mulher.
Em 17 de agosto, perto de Armsted, a expedição encontrou-se com um grupo de índios shoshones. Por coincidência, o chefe do grupo era o irmão de Sacagawea, Cameahwait. Essa era a primeira vez em cinco anos que Sacagawea revia um membro de sua família. Os shoshones possuíam cavalos necessários à expedição, e, graças ao trabalho da cadeia de intérpretes (Sacagawea falava em shoshone com os membros de sua tribo e traduzia as mensagens em hidatsa ao marido, que, por sua vez, as traduzia para inglês), a expedição conseguiu adquirir os animais que necessitava para continuar  seu percurso.
A presença de Sacagawea revelou-se central para apaziguar os ânimos das tribos indígenas do Noroeste, as quais a expedição viria a encontrar no percurso. A maior parte dessas tribos não tinha nunca estabelecido contatos com europeus, mas a presença de uma mulher com uma criança foi vista pelos índios como um sinal de que aquele grupo de homens vinha em paz, segundo o que se pode ler nas notas de Clark.
Para além disso, Sacagawea identificou plantas e frutas que foram usadas pelos membros da expedição não só como alimento, mas também como medicamentos naturais.

## Fim da expedição e morte

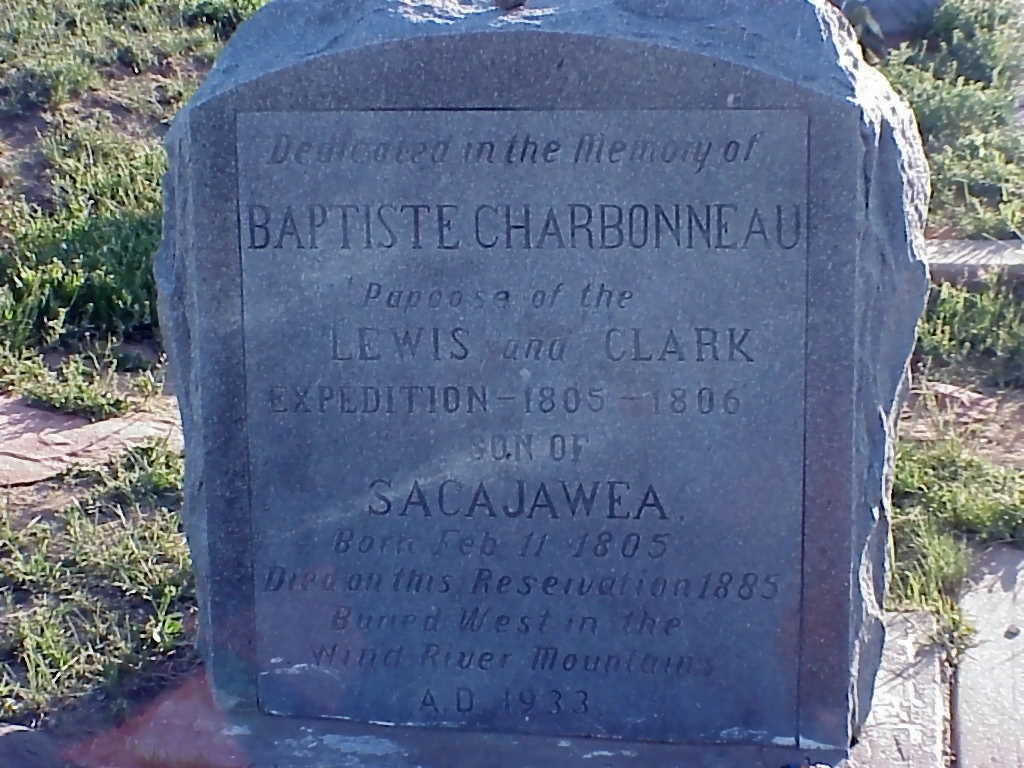
Memorial a Jean Baptiste Charbonneau em Ft. Washakie, Wyoming.

Em agosto do século XIX, no ano de 1806, a expedição regressou ao local em que se tinha cruzado com Sacagawea. Ela não viria a receber nenhum tipo de compensação por seu trabalho, a despeito de seu pai ter recebido 900 dólares e um lote de terra com 320 acres.
Em 1812, Sacagawea teve uma filha, a qual recebeu o nome de Lisette. Em 22 de dezembro do mesmo ano, em Fort Manuel, Sacagawea faleceu, em decorrência de uma doença grave que a acometeu durante toda sua vida adulta, conforme conclusões de pesquisadores. Clark acabaria por adotar os dois filhos de Sacagawea. Sobre Lisette, nada se sabe, mas Jean-Baptiste foi educado em Saint Louis e, mais tarde, enviado para a Europa, com um príncipe alemão.
Durante muito tempo, defendeu-se que a mulher que faleceu em Fort Manuel era a outra esposa de Charbonneau e que Sacagawea teria partido para uma reserva de índios no Wyoming, onde teria reencontrado sua tribo, tendo vivido até 1884. Essa teoria foi originada em 1907, pela bibliotecária e historiadora Grace Raymond Hebard, a qual alegava que uma mulher de nome Sacajawea era a Sacagawea da expedição. A teoria chegou a ser oficializada pelo assessor para assuntos indígenas Charles Eastman. Contudo, tal interpretação é hoje considerada errada.

## Honras
O Pico Sacajawea, no Oregon, foi assim nomeado como uma homenagem a Sacagawea. É perto do Pico Pomp cujo nome honra o seu filho Jean Baptiste “Pomp” Charbonneau.
Um moeda de um dólar com o imagem de Sacagawea era cunhada  2000-2008 pela Casa da Moeda dos Estados Unidos Estados Unidos.